# Норберт Нігбур
Норберт Нігбур (нім. Norbert Nigbur, нар. 8 травня 1948, Гельзенкірхен) — західнонімецький футболіст, що грав на позиції воротаря.
Виступав за «Шальке 04» та «Герту», а також національну збірну ФРН. У складі збірної — чемпіон світу.

## Клубна кар'єра
Народився 8 травня 1948 року в місті Гельзенкірхен. Вихованець футбольної школи клубу «Гельзенкірхен 06».
У дорослому футболі дебютував 1966 року виступами за «Шальке 04». 1969 року став з командою фіналістом Кубка ФРН, зігравши в тому числі в програному фіналі проти «Баварії» (1:2). Через кілька років, 1972 року, Нігбур з командою таки виграв фінал, здолавши «Кайзерслаутерн» (5:0). Того ж року «Шальке» здобув срібні медалі Бундесліги, набравши 76 очок, що було б досить для чемпіонства в наступні роки. Але тоді перемогла «Баварія», в складі якої виступали Беккенбауер, Мюллер та інші зірки. Ще до здобуття трофеїв, 1971 року, в Бундеслізі відбувся скандал за участю «Шальке», яке було звинувачене у договірній грі проти «Армінії» (Білефельд) (0:1) 17 квітня 1971 року. Однак Нігбур не був винен, оскільки був травмований і не брав участі в матчі, а сидів на трибуні. На його місці у воротах грав дублер Дітер Бурденскі, який і потрапив під санкції та змушений був незабаром покинути клуб.
В 4-му турі Бундесліги 1973/74, в матчі «Бохума» і «Шальке» 14 вересень 1974 року після першого тайму рахунок був нічийним — 1:1. За п'ять хвилин до перерви нападник «Бохума» Ганс Валіца завдав невелике ушкодження в область щиколотки Нігбуру, якому в перерві необхідно було скористатися медичною допомогою. Роздягальня в старому «Рурштадіоні» (тоді домашній стадіон «Бохума») ділилась на три частини: власне сама роздягальня, масажна і душова кімнати. Нігбур залишився в одній з них, зняв бутси, приклав лід до ушкодженого місця і сказав співробітникові «Шальке» Еде Ліхтерфельду: «Крикни, коли потрібно буде виходити». Однак про воротаря забули і всі гравці і тренери вийшли на другий тайм без Нігбура. Другий тайм розпочався і ні гравці «Шальке», ні гравці «Бохума», ні судді не помітили відсутності Нігбура, а Ліхтерфельд спокійно сидів на лавці «Шальке». Норберт повинен був знайти поліцейського на узбіччі поля. Він зауважив одного з них і сказав: «Я повинен вийти на поле, я воротар!». Поліцейський, не обертаючись, відповів: «Так будь-хто може сказати». Тільки його колега зрозумів, що місце у воротах порожніє, і цей інцидент розв'язався . До виходу Норберта на поле у другому таймі пройшло близько 5 хвилин, але гравці «Бохума» навіть жодного разу не вдарили по воротам , оскільки не бачили, що воротаря там не було.
Після суперечки з тренером Максом Меркель та президентом Гюнтером Зібертом, контракт з гравцем 1976 року не було продовжено. Нігбург приєднався до «Герти» перед сезоном 1976/77. З цим клубом він досяг в 1977 та 1979 році фіналів Кубка ФРН, проте в обох випадках берлінський клуб програв, відповідно «Кельну» та «Фортуні» (Дюссельдорф). Його берлінський період тривав три роки, за які він пропустив лише один матч Бундесліги. Після цього він примирився з Зібертом і повернувся в «Шальке» в 1979 році.
У сезоні 1980/81 «Шальке» вилетів до Другої Бундесліги, проте Нігбур зберіг лояльність до клубу і залишився в команді, допомігши їй в першому ж сезоні зайняти перше місце та повернутись в еліту. Після цього, однак, через конфлікт з новим менеджером Руді Ассауером, Нігбур покинув команду в 1983 році. Навіть через багато років він мав напружені стосунки зі своїм колишнім клубом «Шальке 04», за який загалом зіграв 466 матчів.
В подальшому з лютого і до кінця сезону недовго грав за нижчоліговий клуб «Гюлс» (нім. VfB Hüls), після чого влітку 1984 року перейшов у «Рот-Вайс» (Ессен), що виступав у Оберлізі Північного Рейну, третьому дивізіоні ФРН, де він зіграв 27 матчів і закінчив свою довгу кар'єру після сезону 1984/85.

## Виступи за збірну
Виступав за юнацькі збірні ФРН, за які зіграв 13 разів: вперше 21 березня 1965 року в Обергаузені проти Угорщини (1:2), а востаннє 25 травня 1966 року в Приштині проти Іспанії (1:3) в груповому етапі юнацького чемпіонату Європи 1966 року в Югославії.
23 лютого 1974 року дебютував в офіційних іграх у складі національної збірної Німеччини в товариському матчі проти збірної Іспанії (0:1) в Барселоні.
Того ж року у складі збірної був учасником домашнього чемпіонату світу 1974 року, здобувши того року титул чемпіона світу, проте був лише дублером Зеппа Маєра і на турнірі на поле не виходив.
В кінці 70-х років після завершення кар'єри Маєра через автокатастрофу Нігбур почав боротись з Гаральдом Шумахером за місце основного воротаря збірної ФРН, проте програв місце у збірній через травму коліна, яка сталася у квітні 1980 року, вибила його з ігрового ритму на півроку і не дозволила поїхати на Чемпіонат Європи. Останній матч за збірну Норберт зіграв ще до цього турніру 2 квітня 1980 року проти збірної Австрії в Мюнхені. Всього протягом кар'єри у національній команді, яка тривала 7 років, провів у формі головної команди країни лише 6 матчів.

## Титули і досягнення
- Володар Кубка ФРН (1):

«Шальке 04»: 1971–1972
- Чемпіон світу (1):

1974